# Земська школа (Варва)
Земська школа — пам'ятка архітектури місцевого значення у Варві. Зараз у будівлі розміщується Варвинський ліцей № 1.

## Історія

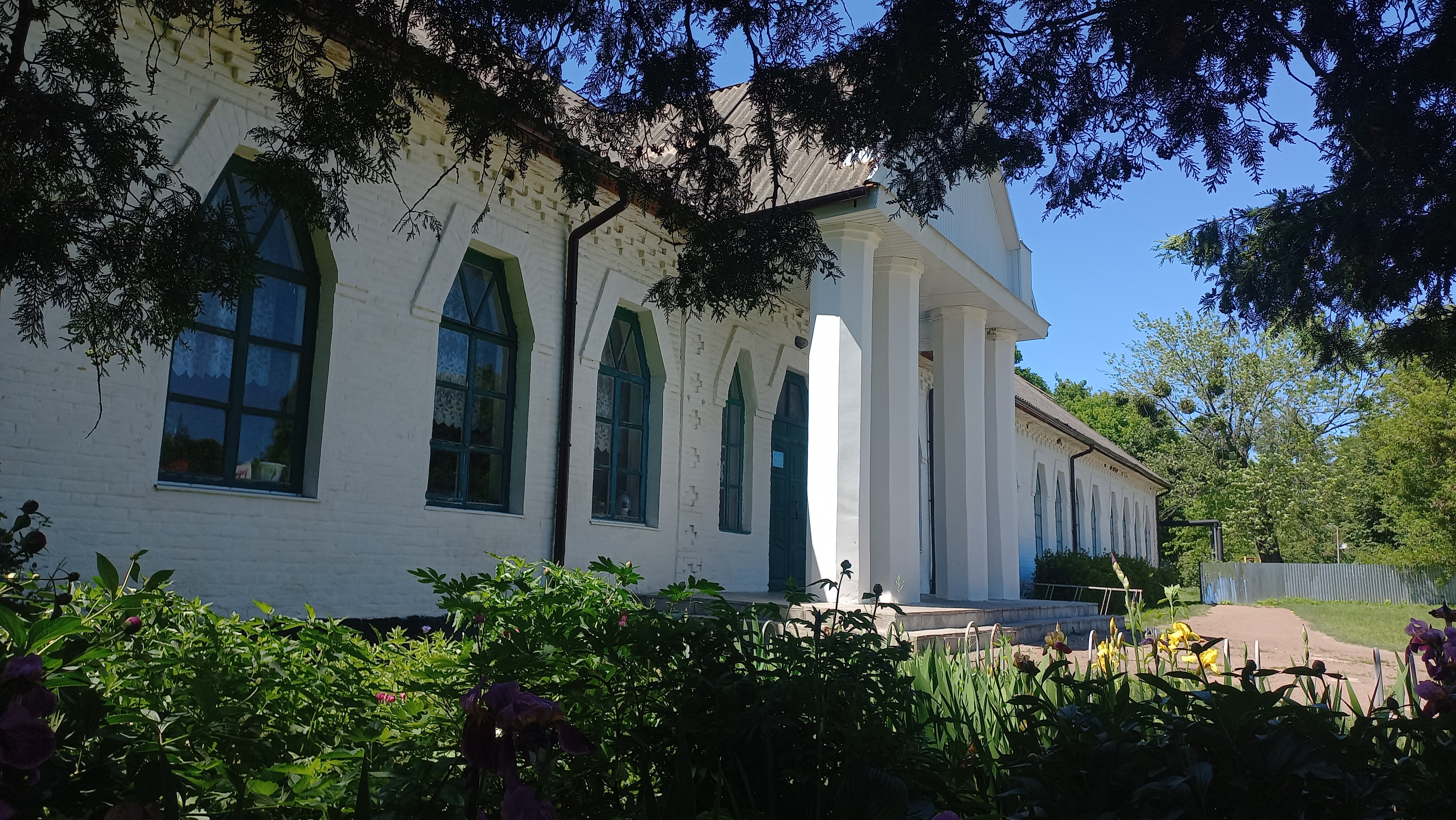

Рішенням виконкому Чернігівської обласної ради народних депутатів від 28.04.1987 № 119 будинку надано статус «пам'ятник архітектури місцевого значення» з охоронним № 44-Чг під назвою «Земська школа».

## Опис
У період 1912—1914 роки за проектами Опанаса Сластіона та лохвицьких техніків були зведені земські школи в Варві, селах Світличному, Макушисі (Земська школа), Озерянах (Земська школа), Остапівці, Брагинцях, Гнідинцях зокрема трансформацію класів завдяки розсувним перегородкам, та традиційність елементів у зовнішньому вигляді. Лише 3 із 7 шкіл взято на державний облік (пам'ятки архітектури). Загалом у Лохвицькому повіті було збудовано 54 школи — решта розташована на території сучасних Полтавської та Сумської областей.
Земська школа в Варві була зведена 1912 року за типовим проектом Трикласної (Трикомплектної) земської школи, потім у 1920 - х роках перебудована на чотирикласну. Цегляний, одноповерховий,  будинок із трома флігелями (з двору), із скатним дахом. Центральний вхід акцентований 4-колонним портиком, увінчаним трикутним фронтоном. Планування змішане коридорно-анфіладне. Шестикутні (у формі трапеції) віконні та дверні прорізи характерні для всіх шкіл Лохвицького земства. Школа побудована в українському народному стилі з елементами властивими модерну. Цегляна обкладка школи та орнамент коробки створює своєрідний  візерунок у народному стилі. Школа складалася з навчальної та житлової зон. Навчальна зона включала вхідний тамбур, роздягальню, зону відпочинку, класи з розувними завісами, кімнату вчителів, бібліотеку та сторожку. Житлова зона охоплювала двокімнатну квартиру вчителя з кухнею, коридором та передпокоєм.
Зараз у будівлі розміщується Варвинський ліцей № 1.

## Галерея

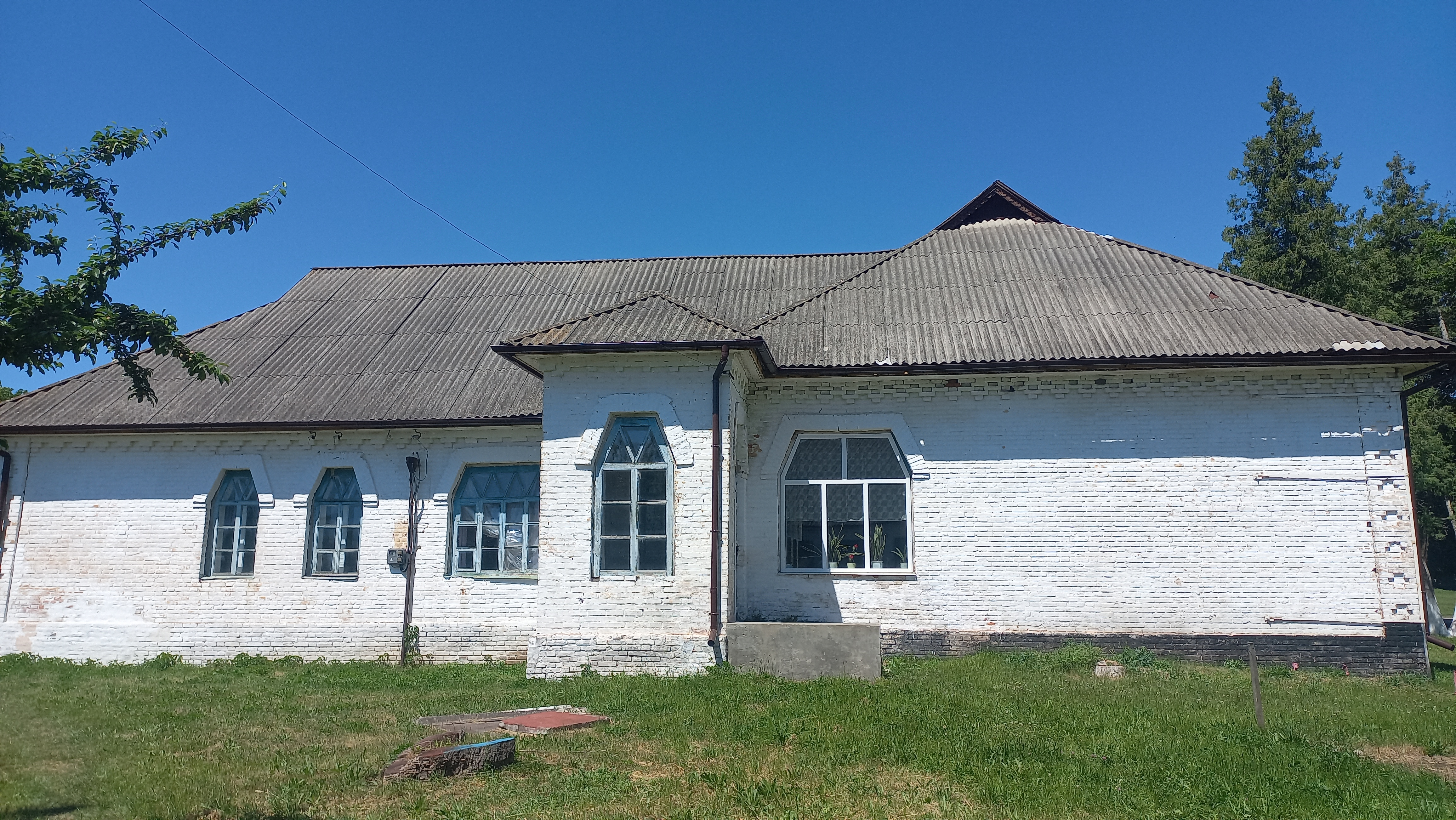
Оригінальний лівий флігель земської школи у Варві
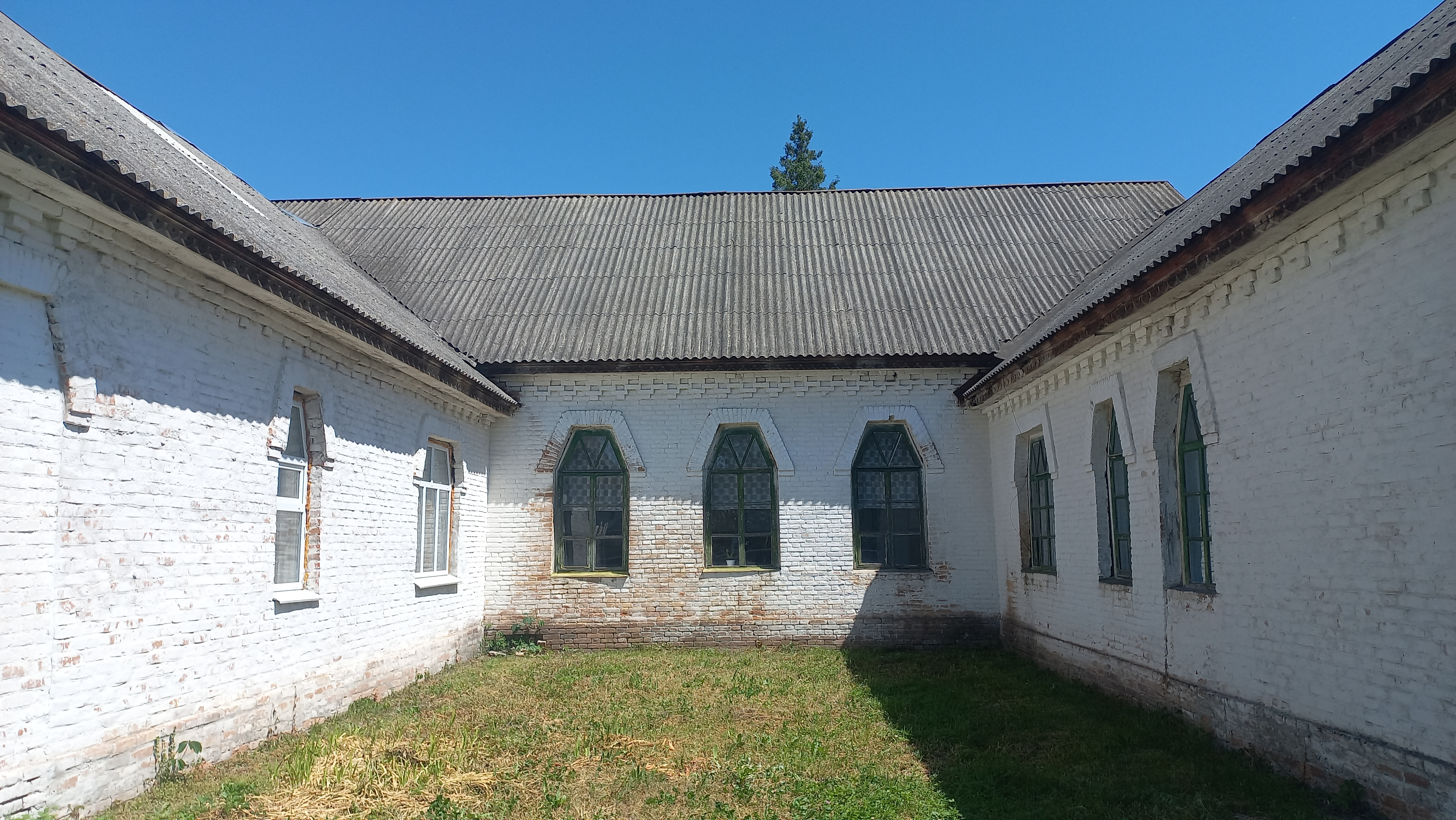
Дворик між оригінальними флігелями земської школи у Варві
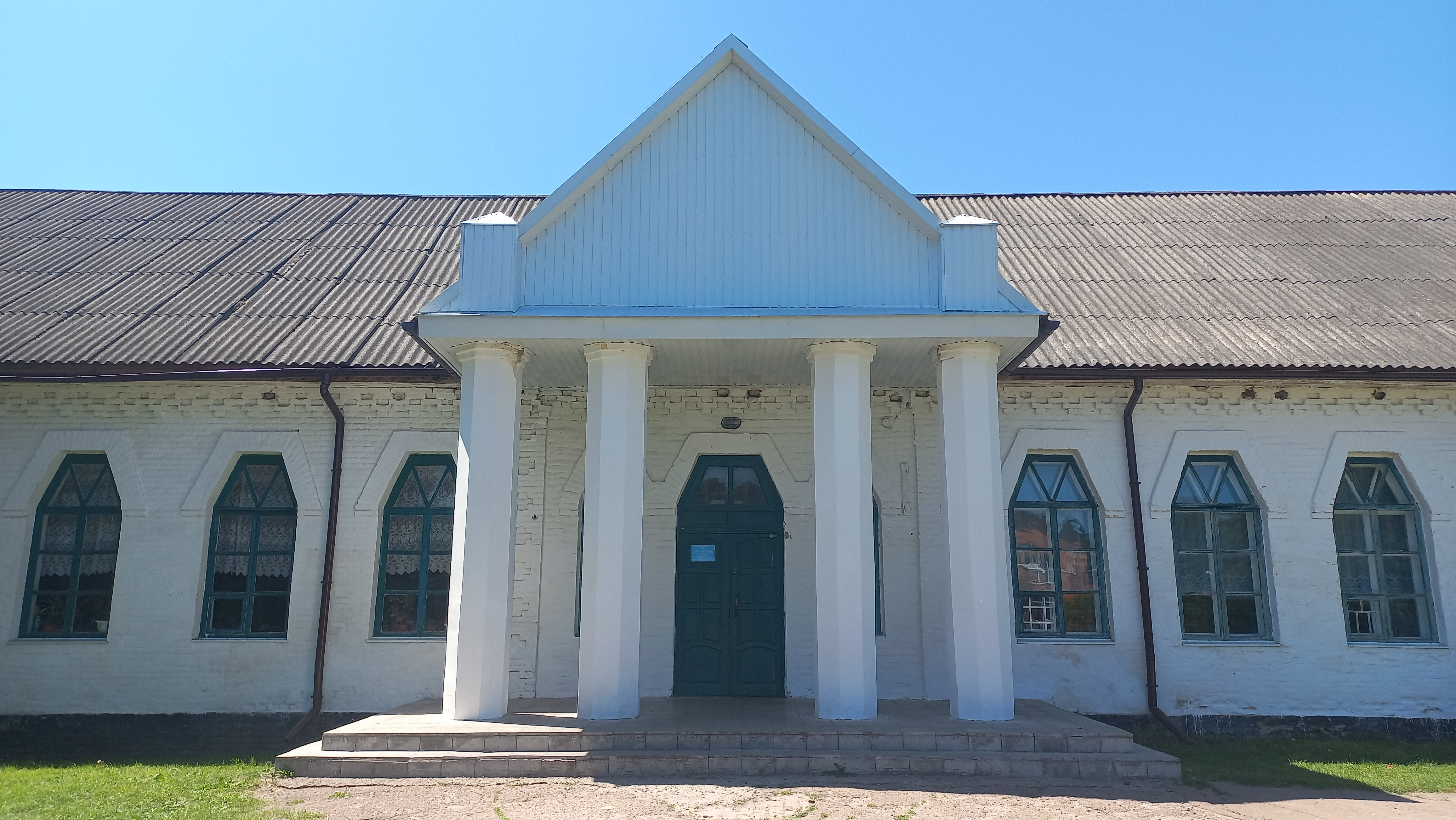
Портик з колонами добудований у 1920-х роках
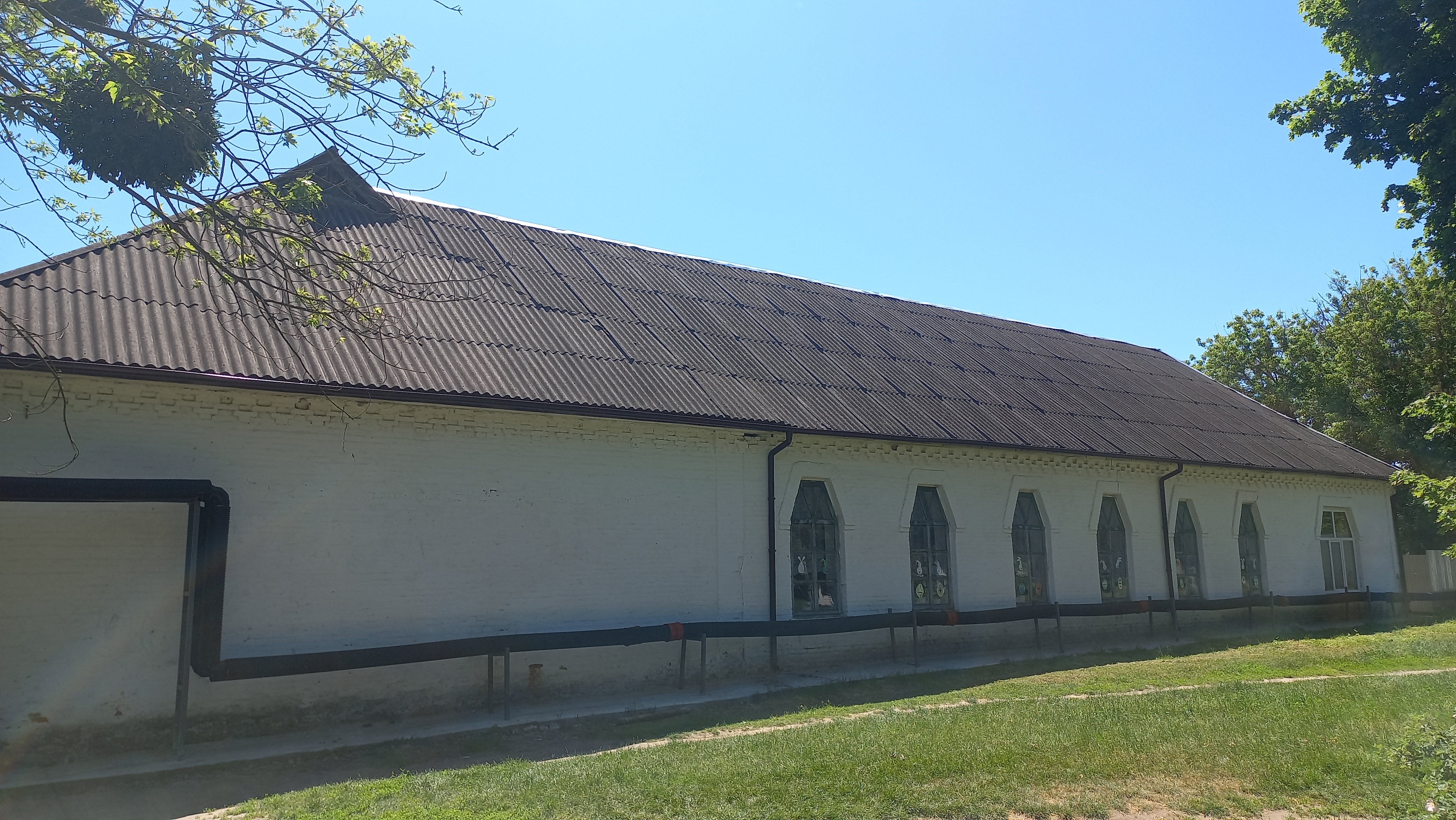
Г подібний добудований флігель
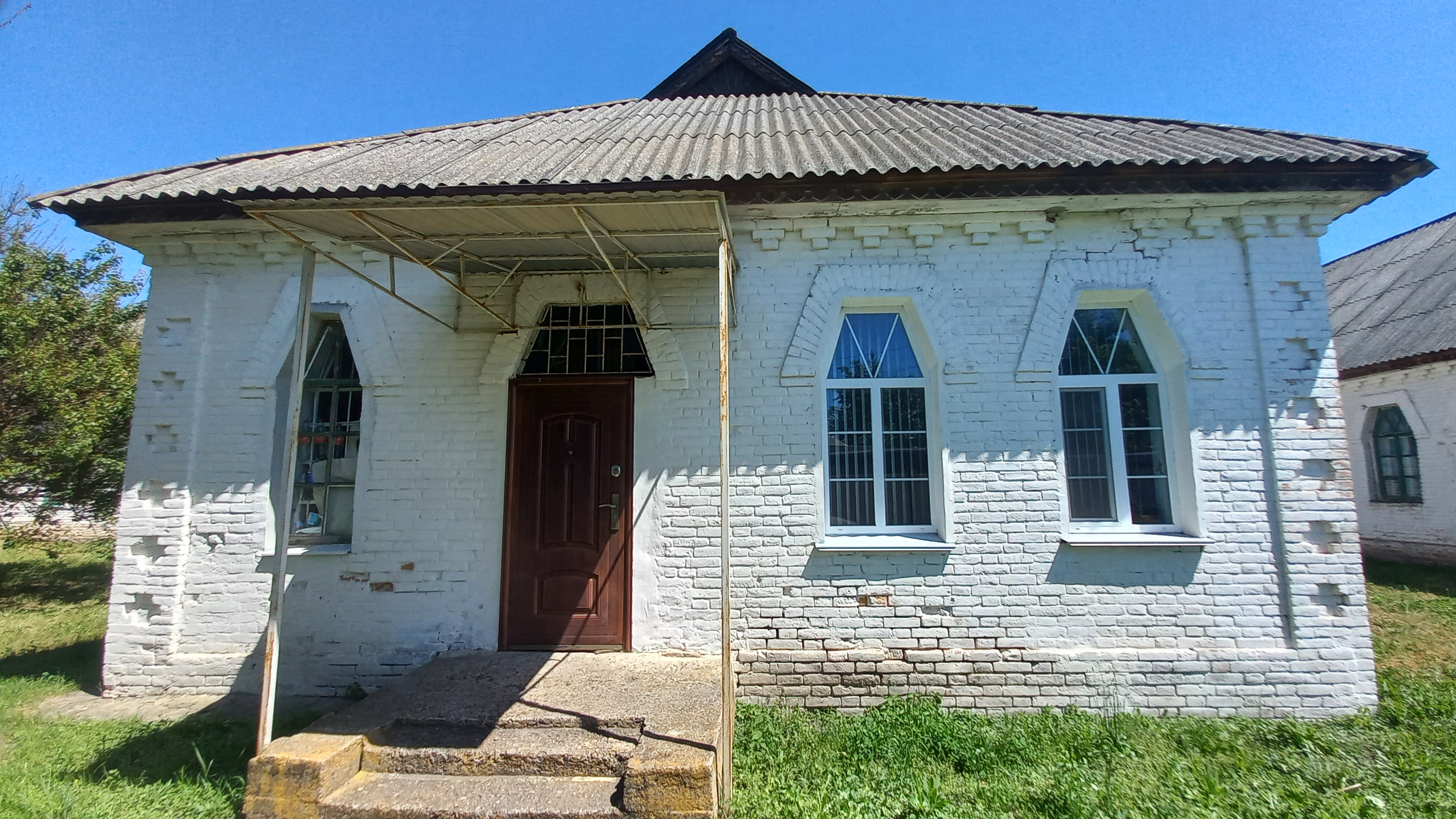
Вхід до оригінального флігелю
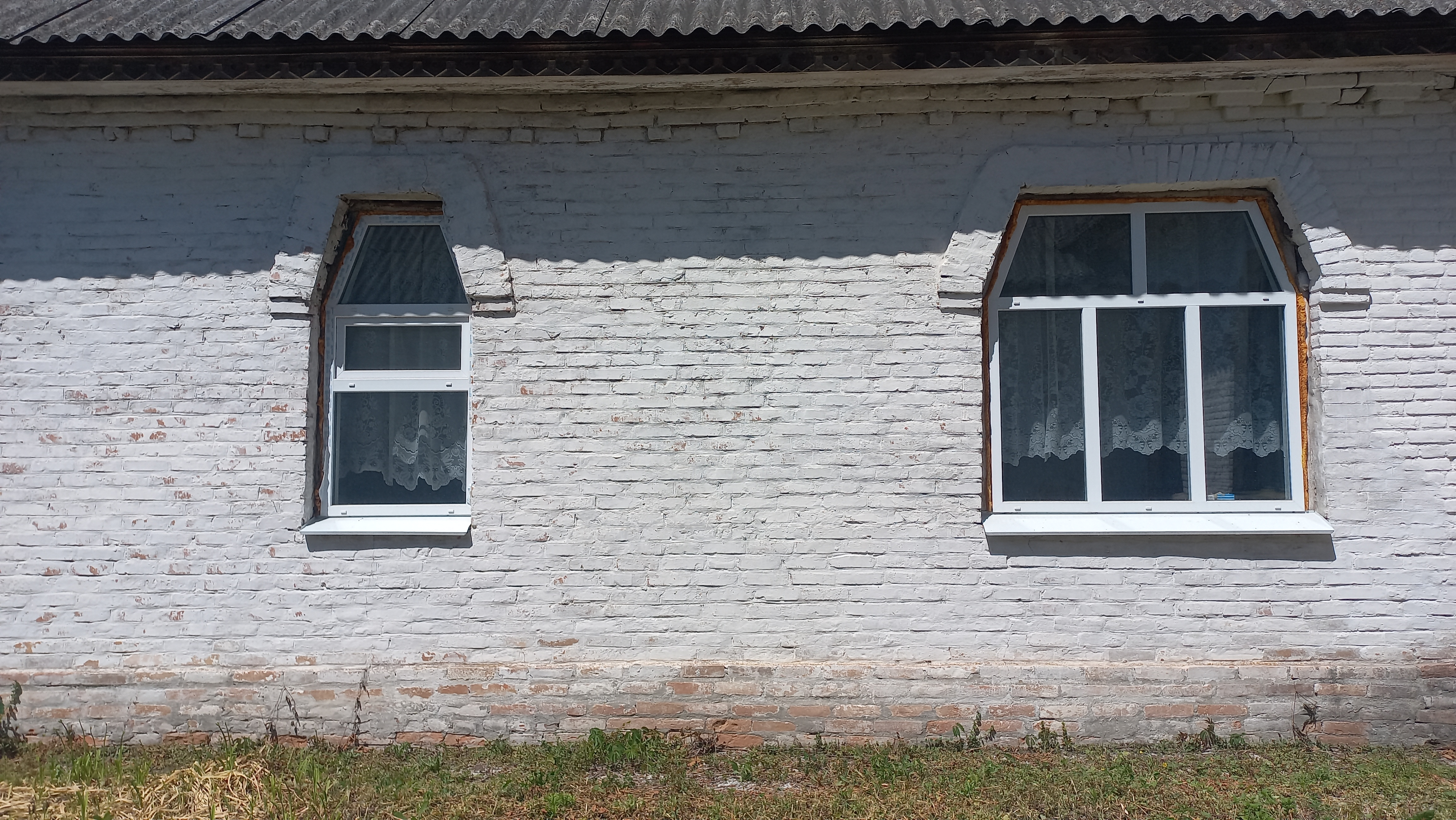
Середнє та велике вікно земської школи  Варва
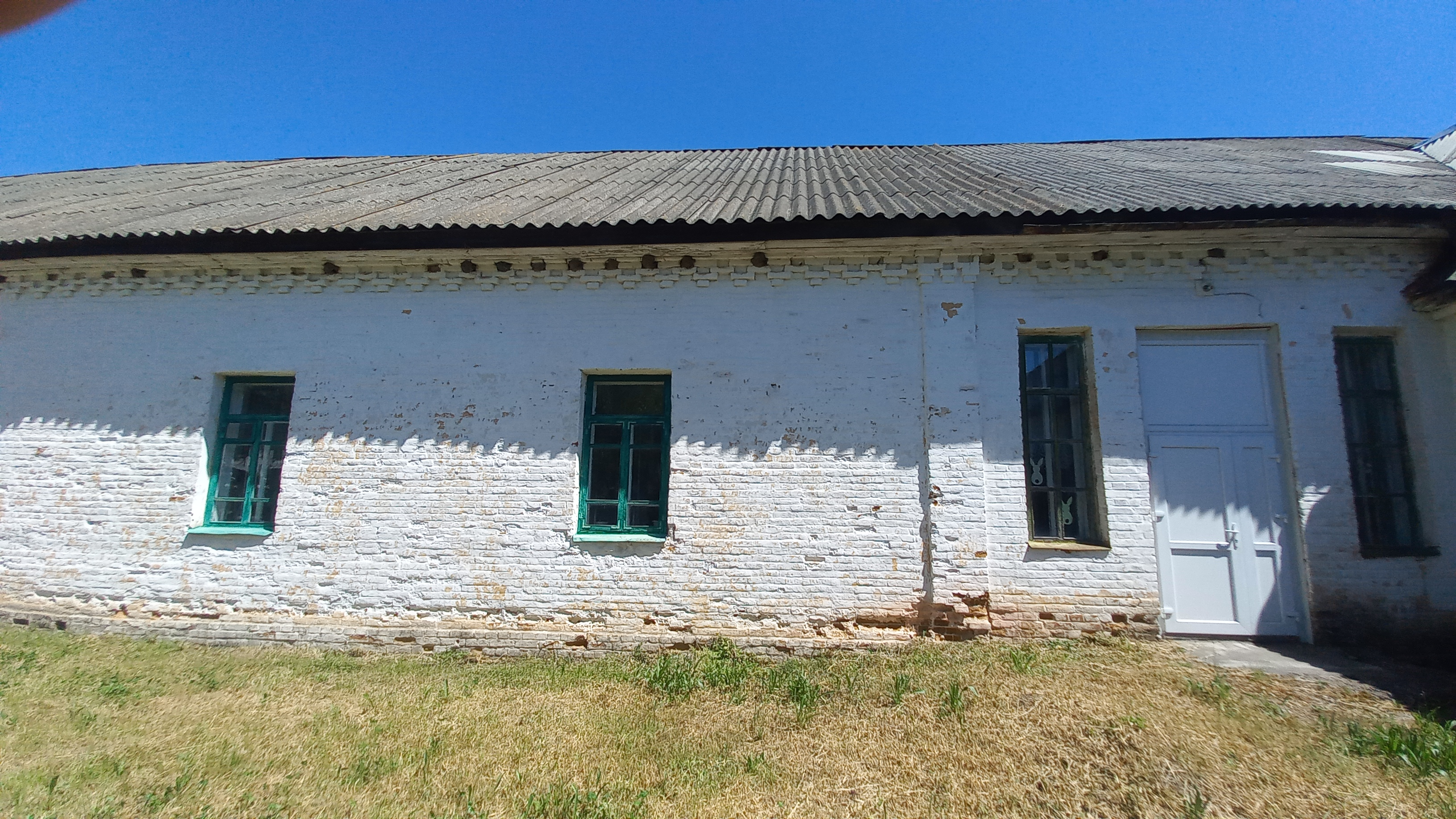
Вид з двору на Г подібний флігель добудований у 1920-х роках земської школи у Варві
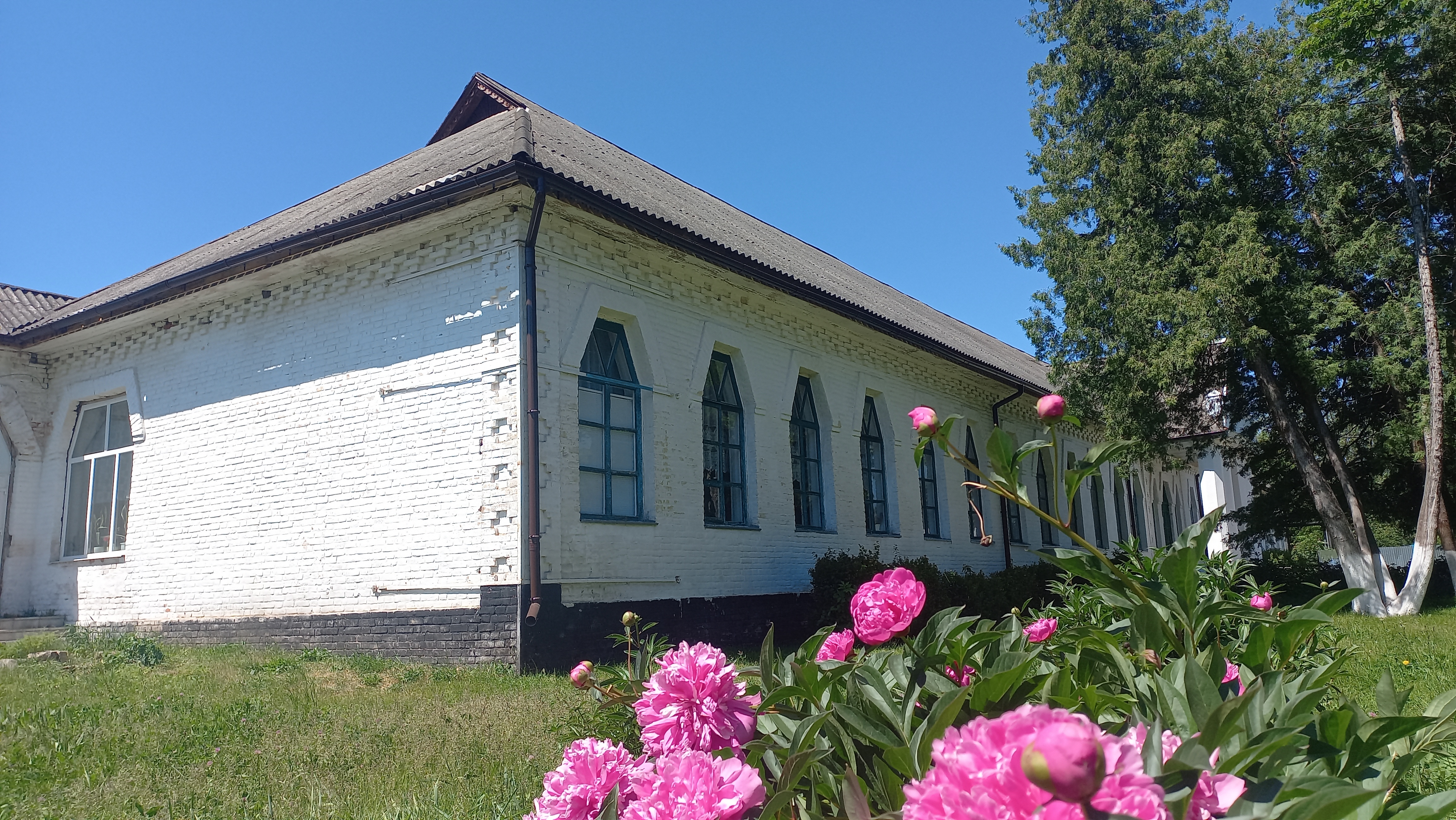
Орнамент обкладинки змської школи Варва